# Queens of the Stone Ages diskografi
Queens of the Stone Age är ett amerikanskt rockband, bildat i Palm Desert, Kalifornien. Bandet består av Josh Homme, Troy Van Leeuwen, Jon Theodore, Dean Fertita och Michael Shuman.
Bandet bildades under namnet Gamma Ray 1997, av gitarristen och sångaren Josh Homme, som tidigare spelat i bandet Kyuss.  Bandet skrev kontrakt med indepententskivbolaget Loosegroove Records, och släppte genom dem EP:n Kyuss/Queens of the Stone Age 1997. De släppte sitt första fullängdsalbum, Queens of the Stone Age 1998. Efter detta gick bandet över till skivbolaget Interscope Records, genom vilka de släppte sitt första album vid ett större skivbolag, Rated R, vilket blev bandets första album som tog sig upp på topplistorna.
2001 gick sångaren Mark Lanegan med i bandet, och de släppte sitt tredje album, Songs for the Deaf, 2002. Albumet ledde till en stor kommersiell succé för bandet, och efterföljdes av en omfattande turné. Det efterföljande albumet, Lullabies to Paralyze, 2005, som tog sig upp på en femteplats på Billboard 200, och sålde 97 000 exemplar under sin första vecka. Två år senare släpptes albumet  Era Vulgaris, som tog sig upp på en 14:e-plats på Billboard 200.
Efter ett fyra år långt uppehåll släppte Queens of the Stone Age albumet ...Like Clockwork den 4 juni 2013.

## Album

### Studioalbum
| - Queens of the Stone Age - Släppt: 22 september 1998 - Skivbolag: Loosegroove, Roadrunner - Format: CD, CS, LP, DI | 122 | 34 | 75 | — | 138 | 25 | 99 | 32 | —  | 80 | 48 | - Storbritannien: Silver                                                                       |
| - Rated R - Släppt: 6 juni 2000 - Skivbolag: Interscope - Format: CD, CS, LP, DI                                    | 106 | 63 | —  | — | 143 | 72 | 89 | —  | 35 | —  | 54 | - Australien: Guld - Storbritannien: Guld                                                      |
| - Songs for the Deaf - Släppt: 27 augusti 2002 - Skivbolag: Interscope - Format: CD, CS, LP, DI                     | 17  | 7  | 19 | — | 12  | 9  | 32 | 12 | 2  | 20 | 4  | - USA: Guld - Australien: Platina - Kanada: Platina - Norge: Platina - Storbritannien: Platina |
| - Lullabies to Paralyze - Släppt: 22 mars 2005 - Skivbolag: Rekords, Interscope - Format: CD, LP, DI                | 5   | 2  | 5  | 5 | 10  | 8  | 1  | 4  | 1  | 4  | 4  | - Australien: Guld - Kanada: Guld - Storbritannien: Guld                                       |
| - Era Vulgaris - Släppt: 12 juni 2007 - Skivbolag: Rekords, Interscope - Format: CD, LP, DI                         | 14  | 4  | 4  | 5 | 22  | 5  | 2  | 7  | 5  | 4  | 7  | - Kanada: Guld - Storbritannien: Guld                                                          |
| - ...Like Clockwork - Släppt: 4 juni 2013 - Skivbolag: Matador - Format: CD, LP, USB, DI                            | 1   | 1  | 3  | 2 | 8   | 7  | 1  | 3  | 2  | 2  | 2  | - Australien: Guld - Kanada: Guld - Storbritannien: Guld                                       |
| "—" betecknar att albumet inte tog sig upp på listan.                                                               |     |    |    |   |     |    |    |    |    |    |    |                                                                                                |

### Livealbum
| Albuminformation                                                                                            | Högsta listplaceringar | Högsta listplaceringar |
| Albuminformation                                                                                            | USA                    | TYS                    |
| --- | ---------------------- | ---------------------- |
| - Over the Years and Through the Woods - Släppt: 22 november 2005 - Skivbolag: Interscope - Format: CD, DVD | 186                    | 100                    |
| - iTunes Festival: London 2013 – EP - Släppt: 9 oktober 2013 - Skivbolag: Matador - Format: DI              | —                      | —                      |
| - ...Like Cologne - Släppt: 19 november 2013 - Skivbolag: Inget skivbolag - Format: DI                      | —                      | —                      |

## EP-skivor
| Albuminformation                                                                               |
| ---------------------------------------------------------------------------------------------- |
| - Gamma Ray - Släppt: Januari 1996 - Skivbolag: Man's Ruin - Format: LP                        |
| - Kyuss/Queens of the Stone Age - Släppt: 9 december 1997 - Skivbolag: Man's Ruin - Format: CD |
| - The Split CD - Släppt: 1 april 1998 - Skivbolag: Man's Ruin - Format: CD, LP                 |
| - Stone Age Complication - Släppt: 4 oktober 2004 - Skivbolag: Interscope Records - Format: CD |

## Singelskivor

### Singlar
| År                                                    | Titel                              | Högsta listplaceringar | Högsta listplaceringar | Högsta listplaceringar | Högsta listplaceringar | Högsta listplaceringar | Högsta listplaceringar | Högsta listplaceringar | Högsta listplaceringar | Högsta listplaceringar | Högsta listplaceringar | Certifikat               | Album                   |
| År                                                    | Titel                              | USA                    | USA Alt.               | USA Main. Rock         | AUS                    | ÖST                    | FIN                    | TYS                    | IRL                    | NL                     | UK                     | Certifikat               | Album                   |
| ----------------------------------------------------- | ---------------------------------- | ---------------------- | ---------------------- | ---------------------- | ---------------------- | ---------------------- | ---------------------- | ---------------------- | ---------------------- | ---------------------- | ---------------------- | ------------------------ | ----------------------- |
| 1998                                                  | "If Only"                          | —                      | —                      | —                      | —                      | —                      | —                      | —                      | —                      | —                      | —                      |                          | Queens of the Stone Age |
| 2000                                                  | "The Lost Art of Keeping a Secret" | —                      | 36                     | 21                     | —                      | —                      | —                      | —                      | —                      | —                      | 31                     |                          | Rated R                 |
| 2000                                                  | "Feel Good Hit of the Summer"      | —                      | —                      | —                      | 75                     | —                      | —                      | —                      | —                      | —                      | —                      |                          | Rated R                 |
| 2002                                                  | "No One Knows"                     | 51                     | 1                      | 5                      | —                      | —                      | —                      | —                      | 26                     | 39                     | 15                     | - Storbritannien: Silver | Songs for the Deaf      |
| 2003                                                  | "Go with the Flow"                 | —[A]                   | 7                      | 24                     | 39                     | —                      | —                      | —                      | 43                     | 50                     | 21                     |                          | Songs for the Deaf      |
| 2003                                                  | "First It Giveth"                  | —                      | —                      | —                      | —                      | —                      | —                      | —                      | —                      | —                      | 33                     |                          | Songs for the Deaf      |
| 2005                                                  | "Little"                           | 88                     | 2                      | 13                     | 40                     | —                      | —                      | 65                     | 34                     | 55                     | 18                     |                          | Lullabies to Paralyze   |
| 2005                                                  | "In My Head"                       | —                      | 32                     | 39                     | —                      | —                      | —                      | —                      | —                      | —                      | 44                     |                          | Lullabies to Paralyze   |
| 2006                                                  | "Burn the Witch"                   | —                      | 40                     | —                      | —                      | —                      | —                      | —                      | 36                     | —                      | —                      |                          | Lullabies to Paralyze   |
| 2007                                                  | "Sick, Sick, Sick"                 | —                      | 23                     | 40                     | —                      | 65                     | 18                     | 77                     | —                      | 91                     | 165                    |                          | Era Vulgaris            |
| 2007                                                  | "3's & 7's"                        | —                      | 25                     | —                      | —                      | —                      | —                      | —                      | 36                     | —                      | 19                     |                          | Era Vulgaris            |
| 2007                                                  | "Make It wit Chu"                  | —                      | —                      | —                      | —                      | —                      | —                      | 90                     | —                      | 38                     | 101                    |                          | Era Vulgaris            |
| 2013                                                  | "My God Is the Sun"                | —                      | 17                     | 37                     | —                      | —                      | —                      | —                      | 92                     | 77                     | 118                    |                          | ...Like Clockwork       |
| 2013                                                  | "I Sat by the Ocean"               | —                      | 15                     | —                      | —                      | —                      | —                      | —                      | —                      | —                      | —                      |                          | ...Like Clockwork       |
| 2014                                                  | "Smooth Sailing"                   | —                      | —                      | 32                     | —                      | —                      | —                      | —                      | —                      | —                      | —                      |                          | ...Like Clockwork       |
| "—" betecknar att singeln inte tog sig upp på listan. |                                    |                        |                        |                        |                        |                        |                        |                        |                        |                        |                        |                          |                         |

### Promosinglar
| År   | Titel                                           | Album                   |
| ---- | ----------------------------------------------- | ----------------------- |
| 1998 | "I Was a Teenage Hand Model"                    | Queens of the Stone Age |
| 2000 | "Never Say Never"                               | Rated R                 |
| 2001 | "Monsters in the Parasol"                       | Rated R                 |
| 2005 | "Everybody Knows That You're Insane"            | Lullabies to Paralyze   |
| 2007 | "You Know What You Did"                         | Era Vulgaris            |
| 2007 | "The Fun Machine Took a Shit & Died"            | Era Vulgaris            |
| 2011 | "How to Handle a Rope (A Lesson in the Lariat)" | Queens of the Stone Age |
| 2013 | "If I Had a Tail"                               | ...Like Clockwork       |
| 2013 | "The Vampyre of Time and Memory"                | ...Like Clockwork       |

### Andra utgivna låtar
| År   | Titel                        | Album                                                                            |
| ---- | ---------------------------- | -------------------------------------------------------------------------------- |
| 1997 | "18 AD"                      | Burn One Up! Music for Stoners                                                   |
| 2000 | "Infinity"                   | Heavy Metal 2000-soundtrack                                                      |
| 2001 | "Back to Dungaree High"      | Alpha Motherfuckers: A Tribute to Turbonegro                                     |
| 2002 | "Millionaire"                | WWE: Tough Enough, Vol. 2                                                        |
| 2002 | "Who'll Be the Next in Line" | This Is Where I Belong: The Songs of Ray Davies and The Kinks                    |
| 2012 | "Outlaw Blues"               | Chimes of Freedom: Songs of Bob Dylan Honoring 50 Years of Amnesty International |

## Musikvideor
| År   | Titel                                | Regissör(er)               |
| ---- | ------------------------------------ | -------------------------- |
| 2000 | "The Lost Art of Keeping a Secret"   | John Pirozzi               |
| 2000 | "Monsters in the Parasol"            | Bob Stevenson              |
| 2000 | "Feel Good Hit of the Summer"        | i.u.                       |
| 2002 | "No One Knows"                       | Dean Karr                  |
| 2003 | "Go with the Flow"                   | Shynola                    |
| 2003 | "First It Giveth"                    | i.u.                       |
| 2005 | "Little Sister"                      | Nathan Cox, Josh Homme     |
| 2005 | "Someone's in the Wolf"              | Chapman Baehler            |
| 2005 | "Everybody Knows That You're Insane" |                            |
| 2005 | "In My Head"                         | Associates in Science      |
| 2006 | "Burn the Witch"                     | Chapman Baehler            |
| 2007 | "Sick, Sick, Sick"                   | Brett Simon                |
| 2007 | "3's & 7's"                          | Paul Minor                 |
| 2007 | "Make It wit Chu"                    | Rio Hackford, Raub Shapiro |
| 2008 | "I'm Designer"                       | Liam Lynch                 |
| 2013 | "I Appear Missing"                   | Boneface, Liam Brazier     |
| 2013 | "Kalopsia"                           | Boneface, Liam Brazier     |
| 2013 | "Keep Your Eyes Peeled"              | Boneface, Liam Brazier     |
| 2013 | "If I Had a Tail"                    | Boneface, Liam Brazier     |
| 2013 | "My God Is the Sun"                  | Boneface, Liam Brazier     |
| 2013 | "The Vampyre of Time and Memory"     | Kii Arens & Jason Trucco   |
| 2014 | "Smooth Sailing"                     | Hiro Murai                 |

## Fotnoter
- A ^  "Go with the Flow" listnoterades inte på Billboard Hot 100, men nådde plats 16 på Bubbling Under Hot 100 Singles-listan.[56]